# Басов, Николай Владленович
Никола́й Владле́нович Ба́сов (род. 15 октября 1954, Кадиевка, Луганская область) — российский писатель-фантаст, переводчик, редактор и литагент.

## Биография
Николай Басов родился на Украине в Кадиевке Луганской области. Первые шесть лет жизни провёл у бабушки с дедушкой в Кадиевке и Таганроге.
В 1961 году мать Басова перебралась в Москву, взяв с собой сына. В 1971 году, закончив физико-математическую школу, хотел поступить в МВТУ, но не сумел сдать вступительные экзамены. Тогда же начал заниматься самбо. В 1972 году Басов поступил на кафедру холодильных и компрессорных машин Московского института химического машиностроения, который закончил в 1977 году по специальности инженер-криогенщик. Работал в Специальном конструкторском бюро N16 при Минмонтажспецстрое. Позднее работал наладчиком аппаратуры, а во время перестройки несколько раз менял профессию, успев побыть и рабочим и предпринимателем.
Задумываться о карьере писателя Николай Басов стал ещё будучи школьником. В 1987 году начал учиться на творческом семинаре Литфонда СССР у Тадеоса Ависовича Бархударяна. Позже, в начале 90-х годов учился на семинаре А. И. Приставкина и Галины Васильевны Дробот.
С 1990 года несколько лет работал редактором-переводчиком иностранной литературы в издательстве «Асмадей» и других.
В 1992 году Басов всерьёз занялся писательством. Официальный дебют состоялся в 1995 году когда издательство «Армада» напечатало первую книгу Басова. С 1995 по 1997 год вышли 8 книг Николая в жанре фэнтези, объединённые одним гером, Лотаром-миротворцем. Позднее начал сотрудничать с издательством «Эксмо».
Самыми известными и популярными произведениями Басова стали циклы «Лотар Желтоголовый» и «Мир вечного полдня» (1998—2005).
Каждый год с апреля по октябрь Николай Владленович проводит на своей даче в Покровке где активно продолжает свою литературную деятельность.
Женат, двое детей. Сын Алексей Басов — основатель и инвестор ряда российских интернет-компаний, вице-президент Ростелеком.

### Серии

#### «Лотар Желтоголовый»
- 1995 — «Жажда» (повесть-пролог)
- 1995 — «Доказательство человечности»
- 1996 — «Собаки из дикого камня»
- 1995 — «Посох Гурама»
- 1996 — «Лотар-миротворец» (другое название — «Демон Жалын»)
- 1997 — «Кожаные капюшоны»
- 1997 — «Устранитель зла»
- 1997 — «Выкуп» (повесть)

#### «Трол Возрожденный»
- 2000 — «Возвращение» (повесть-пролог)
- 2000 — «Воин Провидения»
- 2000 — «Слепая атака»
- 2000 — «Магия на крови» (повесть)
- 2001 — «Абсолютная война» (повесть)
- 2001 — «Оковы чести» (повесть)
- 2002 — «Разрушитель Империи»
- 2002 — «Надежда» (повесть)

#### «Солдат Штефан»
- 1998 — «Неуязвимых не существует»

Продолжение серии не издавалось

#### «Мир Вечного Полдня»
- 1998 — «Проблема выживания»
- 1998 — «Место отсчета»
- 1998 — «Торговцы жизнью»
- 1999 — «Закон военного счастья»
- 2002 — «Главный противник»
- 2003 — «Ставка на возвращение»
- 2004 — «Экспансия»
- 2004 — «Рождение гигантов»
- 2005 — «Обретение мира»

#### «Преследователи Тени»
- 2007 — «Князь Диодор»

Продолжение серии не издавалось

#### «Круг Камня и Сноп Искр»
- 2008 — «Магия Неведомого»
- 2009 — «Поиск неожиданного»
- 2010 — «Игра магий»

#### «Тёмные папки»
- «Золото Российской Федерации»
- «Урюпинский оборотень»
- «Подлодка „Комсомолец“»
- «Смертное Камлание»

Цикл на бумаге не издавался, доступен в сети.

### Отдельные романы
- 1997 — «Убийство без последствий»
- 2000 — «Высший пилотаж киллера» (другое название — «Оборотная сторона человека»)
- 2000 — «Мочилово»
- 2004 — «Стерх: Убийство неизбежно»
- 2007 — «Тотальное преследование»
- 2013 — «Иномерники»

### Рассказы
- 2002 — «Чулков — первый ангел человечества» (другое название — «Крылья для ангела»)
- 2005 — «И дождь смывает…»
- 2007 — «Перепродажа Download»
- 2008 — «Комната, и никакой фантастики»
- 2008 — «Контакт единственного рода»
- 2009 — «Слишком много будущего» (не издавался, доступен в сети)
- 2010 — «Предельный контраст» (не издавался, доступен в сети)

### Нехудожественная литература

#### Статьи
- 1992 — «„Неамериканская“ американская фантастика — Андрэ Нортон»
- 2002 «„LOKI“, или что делать, если „Чо деется!“»?
- 2003 Две статьи о фантастике
- 2003 Нас есть за что уважать

#### Прочие произведения
- 1998 — «Ключ к раздельному питанию»
- 1999 — «Творческое саморазвитие, или Как написать роман»

## Премии и награды
- 2009 год — юбилейная медаль имени Н. В. Гоголя.
- 2010 год — «Лунная радуга» по итогам за 2009 год в номинации «В области литературы» за книгу «Мир Вечного Полдня. Экспансия».
- 2011 год — Премия «Аэлита», Орден рыцарей фантастики имени И. Халымбаджи